# Список наград и номинаций мультфильма «Тайна Коко»
«Та́йна Коко́» (англ. Coco) — американский компьютерный анимационный фильм 2017 года, созданный студией Pixar. Режиссёром картины выступил Ли Анкрич, а сценаристами — Эдриан Молина и Мэттью Олдрич. По сюжету 12-летний юноша по имени Мигель мечтает стать известным музыкантом. Однако в его семье музыку сочли запретом после того, как прапрадедушка Мигеля бросил свою жену ради своей музыкальной карьеры. Тогда мальчишка случайным образом оказывается в Мире мёртвых и отправляется на поиски своего покойного родственника.
Премьерный показ состоялся 20 октября 2017 года в рамках Международного кинофестиваля в Морелии. В американский прокат фильм вышел 22 ноября в 3900 кинотеатрах. По состоянию на 7 августа 2018 года «Тайна Коко» собрала 800 млн долларов по всему миру. Рейтинг на сайте Rotten Tomatoes составляет 97 % на основании 324 рецензий, из которых 315 — положительные, а оставшиеся 9 — отрицательные. Зрительский рейтинг составил 94 %. По данным агрегатора Metacritic, средняя оценка анимационной картины составила 81 балл из 100 на основании 48 отзывов.
Лента удостоилась многочисленных номинаций и наград. Национальный совет кинокритиков США признал «Тайну Коко» лучшим анимационным фильмом 2017 года. На 90-й церемонии вручения премии «Оскар» картина стала лауреатом в категориях «Лучший анимационный полнометражный фильм» и «Лучшая песня к фильму» («Remember Me»). Мультфильм получил две номинации на 75-й премии «Золотой глобус», одержав победу в категории «Лучший анимационный фильм». Также «Тайна Коко» удостоилась статуэткой BAFTA за лучший анимационный фильм и Critics’ Choice Movie Awards за лучший анимационный фильм и лучшую песню. На 45-й премии «Энни» лента забрала награды в одиннадцати номинациях из тринадцати. Продюсер Дарла К. Андерсон была признана выдающимся продюсером анимационного фильма на 29-й премии Гильдии продюсеров Америки. На 44-й церемонии премии «Сатурн» картина удостоилась двух наград за лучший полнометражный мультфильм и лучшую музыку. Также фильм был номинирован в двух категориях «Лучший саундтрек для визуальных медиа» и «Лучшая песня, написанная для визуальных медиа» на 61-я церемонии «Грэмми». Общество специалистов по визуальным эффектам присудило фильму награды во всех четырёх номинациях.

## Награды и номинации
| Премия                                            | Дата вручения   | Категория                                                         | Номинанты и получатели | Результат | Ист.          |
| ------------------------------------------------- | --------------- | ----------------------------------------------------------------- | --- | --------- | ------------- |
| Оскар                                             | 4 марта 2018    | Лучший анимационный фильм                                         | Ли Анкрич и Дарла К. Андерсон | Победа    | [ 7 ]         |
| Оскар                                             | 4 марта 2018    | Лучшая песня к фильму                                             | «Remember Me» (Кристен Андерсон-Лопес и Роберт Лопес)                                                                                        | Победа    | [ 7 ]         |
| Американская ассоциация монтажёров                | 26 января 2018  | Лучший монтаж анимационного фильма                                | Стив Блум | Победа    | [ 8 ]         |
| Союз женщин-киножурналистов                       | 9 января 2018   | Лучший анимационный фильм                                         | — | Победа    | [ 9 ] [ 10 ]  |
| Союз женщин-киножурналистов                       | 9 января 2018   | Лучшая героиня анимационного фильма                               | Мама Имельда | Номинация | [ 9 ] [ 10 ]  |
| Энни                                              | 3 февраля 2018  | Лучший анимационный фильм                                         | — | Победа    | [ 11 ]        |
| Энни                                              | 3 февраля 2018  | Анимационные эффекты в анимационном фильме                        | Шон Галинак, Дэйв Хейл, Джейсон Джонстон, Карл Капхан, Кит Дэниэл Клон                                                                       | Победа    | [ 11 ]        |
| Энни                                              | 3 февраля 2018  | Лучшая анимация персонажей в анимационном фильме                  | Джон Чун Чи Ли | Победа    | [ 11 ]        |
| Энни                                              | 3 февраля 2018  | Лучшая анимация персонажей в анимационном фильме                  | Эллисон Рутланд | Номинация | [ 11 ]        |
| Энни                                              | 3 февраля 2018  | Лучший дизайн персонажей в анимационном фильме                    | Даниэла Арриага, Даниэла Стрейлева, Грег Дикстра, Алонсо Мартинес, Заруи Галстян                                                             | Победа    | [ 11 ]        |
| Энни                                              | 3 февраля 2018  | Лучшая режиссура анимационного фильма                             | Ли Анкрич и Эдриан Молина | Победа    | [ 11 ]        |
| Энни                                              | 3 февраля 2018  | Лучшая музыка анимационного фильма                                | Майкл Джаккино, Кристен Андерсон-Лопес, Роберт Лопес, Джермейн Франко, Эдриан Молина                                                         | Победа    | [ 11 ]        |
| Энни                                              | 3 февраля 2018  | Лучшая художественная постановка анимационного фильма             | Харли Джессуп, Даниэль Фейнберг, Брин Имэджир, Натаниэль Маклафлин, Эрнесто Немесио                                                          | Победа    | [ 11 ]        |
| Энни                                              | 3 февраля 2018  | Лучшая раскадровка анимационного фильма                           | Дин Келли | Победа    | [ 11 ]        |
| Энни                                              | 3 февраля 2018  | Лучшая раскадровка анимационного фильма                           | Мадлен Шарафьян | Номинация | [ 11 ]        |
| Энни                                              | 3 февраля 2018  | Лучшее озвучивание анимационного фильма                           | Энтони Гонсалес | Победа    | [ 11 ]        |
| Энни                                              | 3 февраля 2018  | Лучший сценарий анимационного фильма                              | Эдриан Молина и Мэттью Олдрич | Победа    | [ 11 ]        |
| Энни                                              | 3 февраля 2018  | Лучший монтаж анимационного фильма                                | Стив Блум, Ли Анкрич, Грег Снайдер, Тим Фокс                                                                                                 | Победа    | [ 11 ]        |
| Афро-американская ассоциация кинокритиков         | 7 февраля 2018  | Лучший анимационный фильм                                         | — | Победа    | [ 12 ]        |
| Афро-американская ассоциация кинокритиков         | 7 февраля 2018  | Топ 10 фильмов                                                    | — | Победа    | [ 12 ]        |
| Гильдия арт-директоров                            | 27 января 2018  | Лучшая художественная постановка в анимационном фильме            | Харли Джессуп | Победа    | [ 13 ]        |
| Ассоциация кинокритиков Остина                    | 8 января 2018   | Лучший анимационный фильм                                         | — | Победа    | [ 14 ]        |
| Общество кинокритиков Бостона                     | 10 декабря 2017 | Лучший анимационный фильм                                         | — | Победа    | [ 15 ]        |
| BAFTA                                             | 18 февраля 2018 | Лучший анимационный фильм                                         | — | Победа    | [ 16 ]        |
| Cinema Audio Society Awards                       | 24 февраля 2018 | Выдающиеся достижения в микшировании звука анимационного фильма   | Висн Каро, Кристофер Бойес, Майкл Семаник, Джоэль Иватаки и Блейк Коллинз                                                                    | Победа    | [ 17 ]        |
| Ассоциация кинокритиков Чикаго                    | 12 декабря 2017 | Лучший анимационный фильм                                         | — | Победа    | [ 18 ]        |
| Critics’ Choice Movie Awards                      | 11 января 2018  | Лучший анимационный фильм                                         | — | Победа    | [ 19 ]        |
| Critics’ Choice Movie Awards                      | 11 января 2018  | Лучшая песня                                                      | «Remember Me» | Победа    | [ 19 ]        |
| Ассоциация кинокритиков Далласа/Форт-Уэрта        | 13 декабря 2017 | Лучший анимационный фильм                                         | — | Победа    | [ 20 ]        |
| Общество кинокритиков Детройта                    | 7 декабря 2017  | Лучший анимационный фильм                                         | — | Номинация | [ 21 ]        |
| Империя                                           | 18 марта 2018   | Лучший анимационный фильм                                         | — | Победа    | [ 22 ]        |
| Кружок кинокритиков Флориды                       | 23 декабря 2017 | Лучший анимационный фильм                                         | — | Победа    | [ 23 ]        |
| Ассоциация кинокритиков Джорджии                  | 12 января 2018  | Лучший анимационный фильм                                         | — | Победа    | [ 24 ]        |
| Ассоциация кинокритиков Джорджии                  | 12 января 2018  | Лучшая песня                                                      | «Remember Me» | Победа    | [ 24 ]        |
| Золотой глобус                                    | 7 января 2018   | Лучший анимационный фильм                                         | — | Победа    | [ 25 ]        |
| Золотой глобус                                    | 7 января 2018   | Лучшая песня                                                      | «Remember Me» | Номинация | [ 25 ]        |
| Golden Reel Awards                                | 18 февраля 2018 | Выдающиеся достижения в монтаже звука анимационного фильма        | Дж. Р. Граббс, Крис Бойес, Маршалл Винн, Майкл Сильверс, Джастин Дойл, Джек Уиттакер, Терри Эктон, Ди Селби, Яна Вэнс, Дэнни Торп, Джефф Вон | Победа    | [ 26 ]        |
| Golden Reel Awards                                | 18 февраля 2018 | Выдающиеся достижения в монтаже звука музыкального фильма         | Стивен Дэвис и Уоррен Браун | Номинация | [ 26 ]        |
| Golden Tomato Awards                              | 3 января 2018   | Лучший анимационный фильм                                         | — | Победа    | [ 27 ] [ 28 ] |
| Golden Tomato Awards                              | 3 января 2018   | Лучший фильм широкого проката                                     | — | 9-е место | [ 27 ] [ 28 ] |
| Грэмми                                            | 10 февраля 2019 | Лучшая песня, написанная для визуальных медиа                     | «Remember Me» (Кристен Андерсон-Лопес и Роберт Лопес)                                                                                        | Номинация | [ 29 ]        |
| Грэмми                                            | 10 февраля 2019 | Лучший саундтрек для визуальных медиа                             | Майкл Джаккино | Номинация | [ 29 ]        |
| Гильдия звукорежиссёров                           | 8 февраля 2018  | Лучший звукорежиссёр фильма с бюджетом в 25 млн долларов          | Том Макдугалл | Номинация | [ 30 ]        |
| Гильдия звукорежиссёров                           | 8 февраля 2018  | Лучшая песня, написанная к фильму                                 | «Remember Me» | Номинация | [ 30 ]        |
| Хартлендский кинофестиваль                        | 23 ноября 2017  | Truly Moving Picture Award                                        | — | Победа    | [ 31 ]        |
| Hollywood Film Awards                             | 5 ноября 2017   | Hollywood Animation Award                                         | Ли Анкрич и Дарла К. Андерсон | Победа    | [ 32 ]        |
| Hollywood Music in Media Awards                   | 16 ноября 2017  | Лучшая музыка к анимационному фильму                              | Майкл Джаккино | Победа    | [ 33 ]        |
| Общество кинокритиков Хьюстона                    | 6 января 2018   | Лучший анимационный фильм                                         | — | Победа    | [ 34 ]        |
| Общество кинокритиков Хьюстона                    | 6 января 2018   | Лучшая песня                                                      | «Remember Me» | Победа    | [ 34 ]        |
| Humanitas Prize                                   | 16 февраля 2018 | Лучший анимационный семейный фильм                                | Ли Анкрич, Джейсон Кац, Мэттью Олдрич и Эдриан Молина                                                                                        | Номинация | [ 35 ]        |
| IGN Awards                                        | 19 декабря 2017 | Фильм года                                                        | — | Номинация | [ 36 ] [ 37 ] |
| IGN Awards                                        | 19 декабря 2017 | Лучший анимационный фильм                                         | — | Победа    | [ 36 ] [ 37 ] |
| Imagen Awards                                     | 25 августа 2018 | Лучший фильм                                                      | — | Победа    | [ 38 ]        |
| Imagen Awards                                     | 25 августа 2018 | Лучший режиссёр                                                   | Ли Анкрич и Эдриан Молина | Победа    | [ 38 ]        |
| IndieWire Critics Poll                            | 19 декабря 2017 | Лучший анимационный фильм                                         | — | Победа    | [ 39 ]        |
| Международная ассоциация музыкальных кинокритиков | 22 февраля 2018 | Лучшая музыка к анимационному фильму                              | Майкл Джаккино | Номинация | [ 40 ]        |
| Kids' Choice Awards                               | 24 марта 2018   | Любимый анимационный фильм                                        | — | Победа    | [ 41 ]        |
| Ассоциация кинокритиков Лос-Анджелеса             | 3 декабря 2017  | Лучший анимационный фильм                                         | — | 2-е место | [ 42 ]        |
| Национальный совет кинокритиков США               | 9 января 2018   | Лучший анимационный фильм                                         | — | Победа    | [ 43 ]        |
| Кружок кинокритиков Нью-Йорка                     | 3 января 2018   | Лучший анимационный фильм                                         | — | Победа    | [ 44 ]        |
| Онлайн-кинокритики Нью-Йорка                      | 10 декабря 2017 | Лучший анимационный фильм                                         | — | Победа    | [ 45 ]        |
| Общество онлайн-кинокритиков                      | 28 декабря 2017 | Лучший анимационный фильм                                         | — | Победа    | [ 46 ]        |
| Гильдия продюсеров Америки                        | 20 января 2018  | Выдающийся продюсер анимационного фильма                          | Дарла К. Андерсон | Победа    | [ 47 ]        |
| Общество кинокритиков Сан-Диего                   | 11 декабря 2017 | Лучший анимационный фильм                                         | — | Номинация | [ 48 ]        |
| Кружок кинокритиков Сан-Франциско                 | 10 декабря 2017 | Лучший анимационный фильм                                         | — | Победа    | [ 49 ]        |
| Спутник                                           | 11 февраля 2018 | Лучший анимационный фильм                                         | — | Победа    | [ 50 ] [ 51 ] |
| Спутник                                           | 11 февраля 2018 | Лучший звук                                                       | — | Номинация | [ 50 ] [ 51 ] |
| Сатурн                                            | 27 июня 2018    | Лучший полнометражный мультфильм                                  | — | Победа    | [ 52 ]        |
| Сатурн                                            | 27 июня 2018    | Лучшая музыка                                                     | Майкл Джаккино | Победа    | [ 52 ]        |
| Общество кинокритиков Сиэтла                      | 18 декабря 2017 | Лучший анимационный фильм                                         | — | Победа    | [ 53 ]        |
| Ассоциация кинокритиков Сент-Луиса                | 17 декабря 2017 | Лучший анимационный фильм                                         | — | Победа    | [ 54 ]        |
| Teen Choice Awards                                | 12 августа 2018 | Лучший сай-фай/фэнтезийный фильм                                  | — | Победа    | [ 55 ]        |
| Teen Choice Awards                                | 12 августа 2018 | Лучший актёр сай-фай/фэнтезийного фильма                          | Энтони Гонсалес | Победа    | [ 55 ]        |
| Teen Choice Awards                                | 12 августа 2018 | Лучший актёр сай-фай/фэнтезийного фильма                          | Гаэль Гарсиа Берналь | Номинация | [ 55 ]        |
| Ассоциация кинокритиков Торонто                   | 10 декабря 2017 | Лучший анимационный фильм                                         | — | 2-е место | [ 56 ]        |
| Общество специалистов по визуальным эффектам      | 13 февраля 2018 | Выдающаяся анимация в анимационном фильме                         | Ли Анкрич, Дарла К. Андерсон, Дэвид Рю, Майкл К. О'Брайен                                                                                    | Победа    | [ 57 ]        |
| Общество специалистов по визуальным эффектам      | 13 февраля 2018 | Выдающийся анимированный персонаж в анимационном фильме           | Гектор (Эмрон Гровер, Джонатан Хоффман, Майкл Хонсель, Гильерме Сауэрбронн Хасинто)                                                          | Победа    | [ 57 ]        |
| Общество специалистов по визуальным эффектам      | 13 февраля 2018 | Выдающаяся сгенерированная окружающая среда в анимационном фильме | Город мёртвых (Майкл Фредериксон, Джейми Хэккер, Джонатан Питко, Дэйв Стрик)                                                                 | Победа    | [ 57 ]        |
| Общество специалистов по визуальным эффектам      | 13 февраля 2018 | Выдающаяся симуляция эффектов в анимационном фильме               | Кристофер Кэмпбелл, Стивен Густафссон, Дэйв Хейл, Кит Клон                                                                                   | Победа    | [ 57 ]        |
| Ассоциация кинокритиков Вашингтона                | 8 декабря 2017  | Лучший анимационный фильм                                         | — | Победа    | [ 58 ]        |
| Ассоциация кинокритиков Вашингтона                | 8 декабря 2017  | Лучшее озвучивание анимационного фильма                           | Энтони Гонсалес | Победа    | [ 58 ]        |
| Ассоциация кинокритиков Вашингтона                | 8 декабря 2017  | Лучшее озвучивание анимационного фильма                           | Гаэль Гарсиа Берналь | Номинация | [ 58 ]        |
| Ассоциация кинокритиков Вашингтона                | 8 декабря 2017  | Лучшая музыка к фильму                                            | Майкл Джаккино | Номинация | [ 58 ]        |
| Кружок женщин-кинокритиков                        | 22 декабря 2017 | Лучший семейный фильм                                             | — | Победа    | [ 59 ]        |
| Кружок женщин-кинокритиков                        | 22 декабря 2017 | Лучшая героиня анимационного фильма                               | — | Победа    | [ 59 ]        |
| World Soundtrack Awards                           | 17 октября 2018 | Лучшая песня к фильму                                             | «Remember Me» | Номинация | [ 60 ]        |